# Callapoecoides alboscutellaris
Callapoecoides alboscutellaris – gatunek chrząszcza z rodziny kózkowatych i podrodziny zgrzypikowych. Jedyny przedstawiciel rodzaju Callapoecoides.

## Zasięg występowania
Gatunek ten występuje na Nowej Kaledonii.